# Big & Rich
Big & Rich sono un duo musicale statunitense di musica country composto da Big Kenny e John Rich, entrambi cantautori e chitarristi, attivi dal 1998 ma unitisi nel 2003.

## Storia del gruppo
Rich è stato un membro fondatore del gruppo Lonestar e successivamente un artista solista per la BNA Records, mentre Big è stato attivo anch'egli come solista per la Hollywood Records. Il primo album del duo è stato pubblicato nel 2004. Esso vede la partecipazione di Martina McBride, Gretchen Wilson ed ha raggiunto i tre milioni di copie vendute.
Nel novembre 2005 è uscito Comin' to Your City, che vende meno del precedente ma che comunque ha un ottimo successo. Nel giugno 2007 è la volta di Between Raising Hell and Amazing Grace, album che contiene il brano Lost in This Moment, il quale ha raggiunto la vetta della Hot Country Songs. Nel 2007 collaborano all'album di Bon Jovi Lost Highway.
Nel 2008 il gruppo si prende una pausa fino al 2011. Nel frattempo i due membri pubblicano dei lavori da solisti. Nel maggio 2011 il gruppo si ricostituisce e scrive dei brani per il film Footloose. Un anno dopo viene pubblicato il quarto album in studio Hillbilly Jedi. Nel gennaio 2014 esce il singolo apripista del quinto album, la cui uscita è prevista per l'estate seguente.

## Formazione
- Big Kenny (nato il 1º novembre 1963 a Culpeper)
- John Rich (nato il 7 gennaio 1974 ad Amarillo)

## Discografia
Tra parentesi è riportata la posizione massima raggiunta dall'album nella Billboard 200
Album studio
- 2004 - Horse of a Different Color (#6)
- 2005 - Comin' to Your City (#7)
- 2007 - Between Raising Hell and Amazing Grace (#6)
- 2012 - Hillbilly Jedi (#25)
- 2014 - Gravity

Raccolte
- 2009 - Greatest Hits